# Stoina, Gorj
Stoina este satul de reședință al comunei cu același nume din județul Gorj, Oltenia, România. Se află în partea de est a județului, în Podișul Oltețului.